# Костел Святого Хреста (Бучач)
Костел Святого Хреста, або костелик — втрачений  римо-католицький храм у м. Бучачі (нині Тернопільської області, Україна). Фундатор невідомий. Розташовувався на місці теперішньої Церкви Воздвиження Чесного Хреста Господнього Бучацького монастиря ОО. Василіян.

## Відомості
Невідомо, коли збудували храм. Костел був другим — за розмірами, кількістю парафіян — латинським храмом міста після фарного костелу Пречистої Діви Марії, зокрема, на час фундушу дідича Давида Бучацького 28 квітня між 1481 і 1485 роками на виготовлення вівтаря для старого фарного костелу міста.
Після заснування 7 грудня 1712 року власником міста Стефаном Александером Потоцьким монастиря оо. Василіян його фундатор звернувся до Львівського архиєпископа РКЦ Яна Скарбека як очільника Львівської римо-католицької архиєпархії з проханням передати права власності на костелик бучацьким василіянам для відправи богослужінь. 1714 року Львівська архідієцезія передала костел св. Хреста бучацьким василіянам у тимчасову власність. Василіянам заборонялося робити будь-які зміни в храмі, розібрати його для своїх потреб.
Першим помешканням ченців-василіян був збудований при костелі Святого Хреста «дворик монастирський», в якому могли проживати три ченці.
9 квітня 1717 року Ян Скарбек після наради з капітулою видав звернення, яке мало виголошуватися з амвонів костелів (у тому числі катедри у Львові), костелика, текст звернення мав бути прибитим до костельних дверей. За нею кожен, хто мав яке-небудь право на костел Святого Хреста, міг зголоситись до нього протягом певного часу; однак ніхто цього не зробив.
Син фундаторів Микола Василь Потоцький вирішив надати кошти для зведення нових будівель монастиря та церкви при ньому. Для цього він звернувся до Львівського архиєпископа РКЦ Миколая Вижицького за дозволом розібрати костелик, який 29 квітня 1747 року написав лист-відповідь, де сказав, що може задовольнити прохання після відповідних процедур. На дверях катедри у Львові було повторно поміщене оголошення про те, щоб кожен, хто має якісь права на костелик, звернулись до Львівської католицької архиєпархії. Повторно ніхто не відкликався, ігумен монастиря о. Йосафат Токаржевський отримав рішення про передачу храму «на вічні часи» Василіянам.
Після початку будівництва нових приміщень монастиря «Дворик монастирський» передали під школу. Хоча постійно проводились незначні косметичні ремонти, вони не вирішували проблеми — костел потребував серйозного оновлення. З метою ощадного використання коштів вирішили припинити його ремонти в 1757 році. Після того, як в 1757 році вкотре переконалися, що в храмі навіть не можуть водночас перебувати учні гімназії при монастирі, прийняли рішення про його розбирання для будівництва нової церкви.
У 1757–1758 роках збудували 2-поверхове приміщення гімназії при монастиреві з південного боку костелика.
Костел розібрали перед початком будівництва на його місці Церкви Чесного і животворящого Хреста або між 1761–1765 роками, або 1770 року.